# Bolity
Bolity (Tolypeutinae) – podrodzina ssaków z rodziny Chlamyphoridae.

## Zasięg występowania
Podrodzina obejmuje gatunki występujące w Ameryce.

## Podział systematyczny
Do podrodziny należą następujące występujące współcześnie rodzaje:
- Priodontes F. Cuvier, 1825 – zębolita – jedynym przedstawicielem jest Priodontes maximus (Kerr, 1792) – zębolita olbrzymia
- Cabassous McMurtrie, 1831 – kabassu
- Tolypeutes Illiger, 1811 – bolita

Opisano również rodzaje wymarłe:
- Kuntinaru Billet, Hautier, Muizon & Valentin, 2011[16] – jedynym przedstawicielem był Kuntinaru boliviensis Billet, Hautier, Muizon & Valentin, 2011
- Pedrolypeutes Carlini, Vizcaíno & Scillato-Yané, 1997 – jedynym przedstawicielem był Pedrolypeutes praecursor Carlini, Vizcaíno & Scillato-Yané, 1997
- Vetelia Ameghino, 1891[17]